# Hans Engert
Hans Engert (* 22. April 1951 in Mannheim; † 22. Dezember 2020) war ein deutscher Tennisspieler und -trainer.
Mit seinen Eltern kam Engert bereits mit vier Jahren zum TK Grün-Weiss Mannheim. Er gehörte der DTB-Junioren-Nationalmannschaft an und war mehrfacher deutscher und Nachwuchseuropameister. 1973 spielte er für den TC 1950 Ladenburg in der Tennis-Bundesliga. Nachdem Grün-Weiss Mannheim 1975 in die Bundesliga aufgestiegen war, kehrte er zu seinem Heimatverein zurück. Engert hatte in den folgenden Jahren 110 Siege bei 179 Einsätzen, womit er nach Dirk Dier der zweiterfolgreichste Spieler in der Geschichte von Grün-Weiss Mannheim ist. Als Einzelspieler erreichte der Rechtshänder Engert Rang 5 der deutschen und Rang 75 der Weltrangliste.
Auch nach dem Ende der aktiven Spielerkarriere blieb Engert dem Tennissport verbunden. Er erwarb das Trainerdiplom und wurde 1985 Cheftrainer der Leistungs- und Nachwuchsförderung beim TC BASF Ludwigshafen und 1988 beim Tennisverband Rheinland-Pfalz. Von 1997 bis 2002 war er Geschäftsführer des Sportunternehmens von Steffi Graf.